# Marie Firmin Bocourt

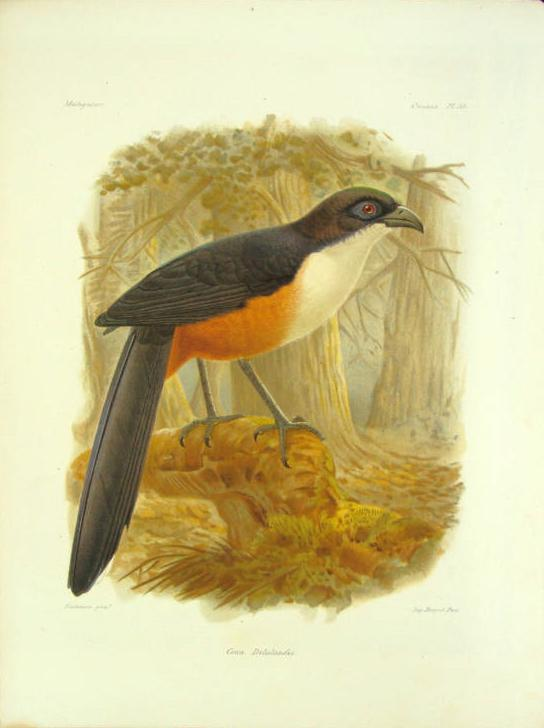
Chromolithografie van een Delalande Coua, door Bocourt en Faguet in Alfred Grandidiers ”L`Histoire Politique, Physique et Naturelle de Madagascar”

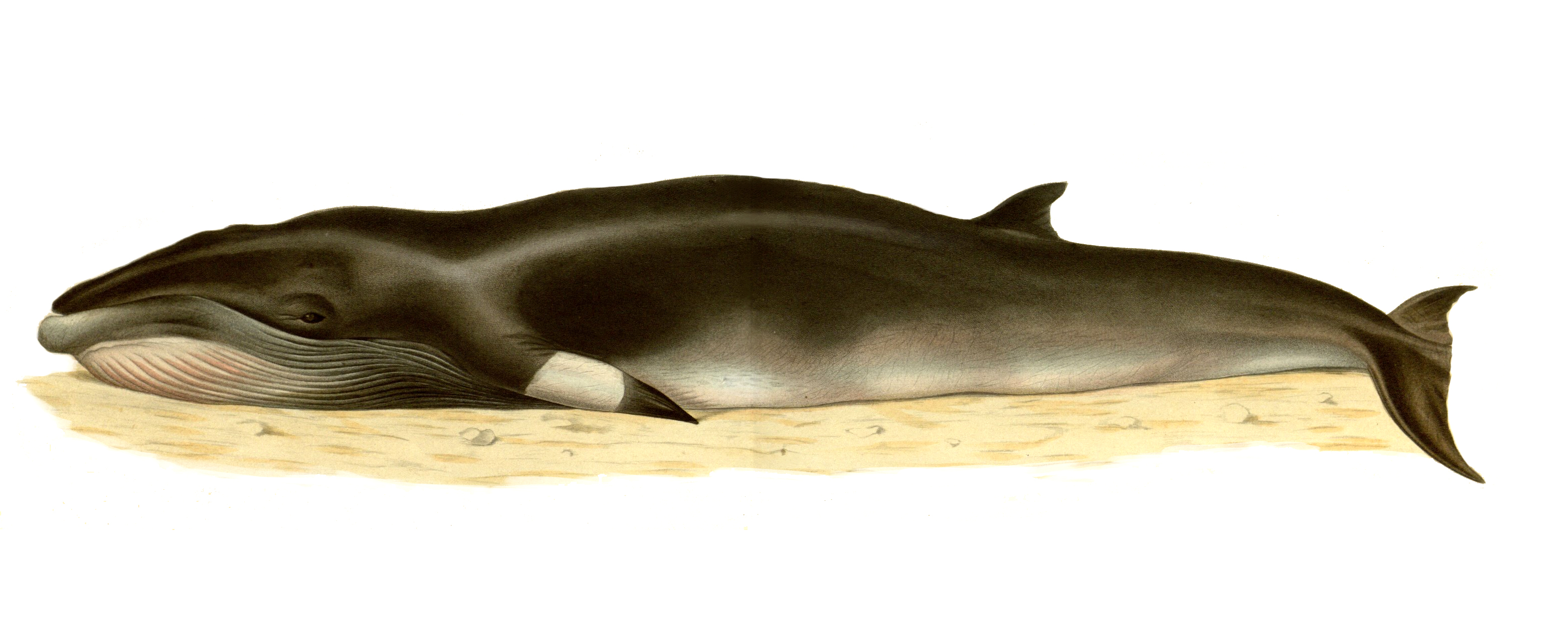
Balaenoptera acutorostrata door Bocourt

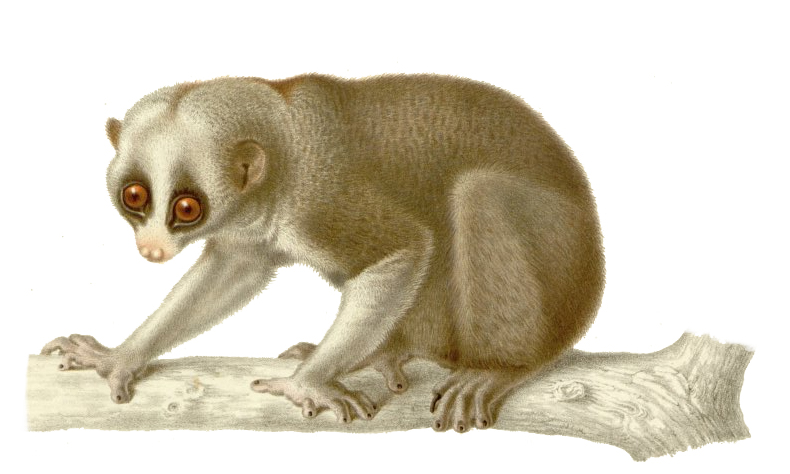
Nycticebus door Bocourt

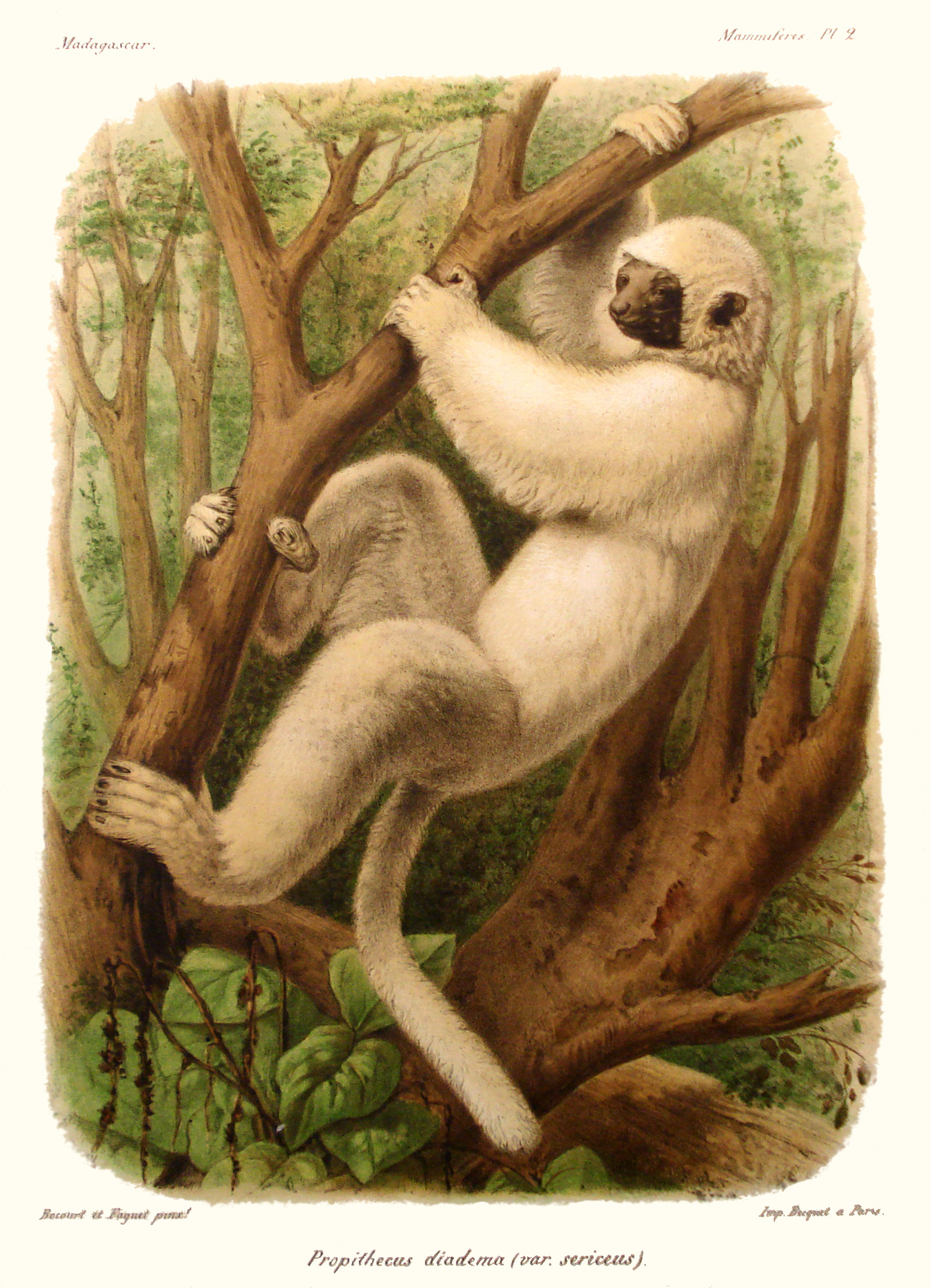
Propithecus candidus door Bocourt en Faguet in Alfred Grandidiers ”L`Histoire Politique, Physique et Naturelle de Madagascar”

Marie Firmin Bocourt (Parijs, 19 april 1819 – 4 februari 1904) was een Frans bioloog en kunstenaar. Als kunstenaar was hij gespecialiseerd in etsen van dieren, maar hij maakte ook portretten.

## Jeugd
In zijn jeugd werkte hij als preparateur in een museum voor de bioloog Gabriel Bibron. Nadien werd hij illustrator voor het museum.

## Siam
In 1861 stuurde het museum hem naar Siam om er de fauna te bestuderen en hij bracht een verzameling specimens mee.

## Zuid-Amerika
Hij werkte samen met Auguste Duméril aan een reeks Mission scientifique au Mexique et dans l'Amérique Centrale na Bocourts wetenschappelijke expeditie naar Mexico en Centraal-Amerika van 1864 tot 1866. De expeditie gebeurde in de tijd van de Franse interventie in Mexico en Napoleon III had in dat kader een wetenschappelijke commissie Commission scientifique du Mexique opgericht. De Expeditie begon in het huidige Guatemala, en ging vandaar naar Belize, El Salvador, Costa Rica en Panama en dan terug naar Frankrijk. Duméril overleed in 1870 en Bocourt maakte het werk Études sur les reptiles et les batraciens verder af met hulp van Léon Vaillant, François Mocquard en Fernand Angel die de meegebrachte specimens prepareerden en bestudeerden.
Samen met Vaillant publiceerde hij in 1883 een studie over vissen, Études sur les poissons.

## Benamingen
Er zijn diersoorten naar hem genoemd: Callinectes bocourti, Phoboscincus bocourti, Tantilla bocourti, Cranopsis bocourti en Craugastor bocourti.

## Publicaties
- Marie-Firmin Bocourt: (1868) Descriptions de quelques crotaliens nouveaux appartenant au genre Bothrops, recueillis dans le Guatemala. Ann. Sci. Nat., Zool., ser. 5, vol. 10, p. 201–202.
- Auguste Duméril, Marie-Firmin Bocourt: (1870) Mission scientifique au Mexique et dans l’Amérique centrale, Études sur les reptiles, livr. 1, pl. 12, Fig. 7, 7a–g.
- Marie-Firmin Bocourt: (1873a) Caractères d'une espèce nouvelle d'iguaniens le Sceleporus acathhinus . Ann. Sci. Nat., Zool. (5)17(6): 1.
- Marie-Firmin Bocourt: (1873b) Deux notes sur quelques sauriens de l'Amérique tropicale. Ann. Sci. Nat., Zool. Paleontol. (5)19(4): 1–5.
- Marie-Firmin Bocourt: (1873c) Note sur quelques espèces nouvelles d'iguaniens du genre Sceleporus. Ann. Sci. Nat., Zool. (5)17(10): 1–2.
- Marie-Firmin Bocourt: (1873–1897) Études sur les reptiles. Part 3, Sect. 1, Livr. 2–15, p. 33–860, in Mission Scientifique au Mexique et dans l'Amérique Centrale - Recherches Zoologiques. Paris, Imprimerie Imperiale.
- Marie-Firmin Bocourt: (1876a) Note sur quelques reptiles du Mexique. Ann. Sci. Nat., Zool.(6)3(12): 1–4.
- Marie-Firmin Bocourt: (1876b) Note sur quelques reptiles de l'Isthme de Tehuantepec (Mexique) donnés par M. Sumichrast au Muséum. J. Zool. (Paris) 5: 386–411.
- Marie-Firmin Bocourt: (1879) Etudes sur les reptiles. Miss. Sci. Mexique, Rech. Zool. Livr. 6:361-440, pis. 21–22, 22A-22D.
- Marie-Firmin Bocourt; Léon Vaillant.: (1883) Études sur les poissons. Paris, Imprimerie nationale, 1874–1883.

- Bibliothèque nationale de France: cb10343600w (data)
- Stuttgart Database of Scientific Illustrators 1450–1950: 385
- Gemeinsame Normdatei: 1305558405
- International Standard Name Identifier: 0000 0000 0005 582X
- Library of Congress Control Number: no2023061527
- Base Léonore: LH//264/19
- Istituto Centrale per il Catalogo Unico: TO0V621235
- Système universitaire de documentation: 084094478
- Virtual International Authority File: 56598789